# Shelley-Ann Brown
Pour les articles homonymes, voir Brown.
Shelley-Ann Brown, née le 15 mars 1980 à Scarborough (Ontario), est une pilote de  bobsleigh canadienne.

## Palmarès

### Jeux olympiques d'hiver
- Médaille d'argent en bob à deux aux Jeux olympiques d'hiver de 2010 à Vancouver.

### Coupe du monde
- 6 podiums  : 
  - en bob à 2 : 1 victoire, 1 deuxième place et 4 troisième place.

#### Détails des victoires en Coupe du monde
| Édition   | Bob à 2 | Monobob |
| 2010-2011 | Césane  |         |